# Вісьнево (Цехановський повіт)
Вісьнево (пол. Wiśniewo) — село в Польщі, у гміні Ґрудуськ Цехановського повіту Мазовецького воєводства.
Населення — 105 осіб (2011).
У 1975-1998 роках село належало до Цехановського воєводства.

## Демографія
Демографічна структура станом на 31 березня 2011 року:
|          | Загалом | Допрацездатний вік | Працездатний вік | Постпрацездатний вік |
| -------- | ------- | ------------------ | ---------------- | -------------------- |
| Чоловіки | 58      | 17                 | 38               | 3                    |
| Жінки    | 47      | 12                 | 28               | 7                    |
| Разом    | 105     | 29                 | 66               | 10                   |